# Tischgeld
Tischgelder sind Gelder, die vom Ausrichter von Veranstaltungen erhoben werden, um Kosten auf die Teilnehmer umzulegen. Es handelt sich um so etwas wie ein Kostgeld.
Früher erhielten hohe Staatsbeamte neben ihrem Gehalt noch Tischgelder, die sie für besondere Veranstaltungen, wie Karneval oder Versammlungen, erhielten. Auch waren Tischgelder dazu gedacht, die Auslagen für Einladungen fremder Gesandten, Konsulare usw. zu ersetzen.
Auch hohe Militärbeamte erhielten in Residenzstädten Tischgelder, um Stabsoffiziere von auswärtigen Garnisonen zu bewirten, sobald sich diese auf Urlaub bei ihnen meldeten. Im deutschen Heer war es dann später üblich, am gemeinsamen Mittagstisch des Offizierskorps teilnehmende Leutnants mit einem Tischgeld von bis zu 9 Mark pro Monat auszustatten, jedoch nur in Friedenszeiten. Bei der Marine wurden die Tischgelder als Tafelgelder bezeichnet.